# Halimium atriplicifolium
Halimium atriplicifolium är en solvändeväxtart. Halimium atriplicifolium ingår i släktet Halimium och familjen solvändeväxter.

## Underarter
Arten delas in i följande underarter:
- H. a. atriplicifolium
- H. a. macrocalycinum
- H. a. serpentinicola

## Bildgalleri

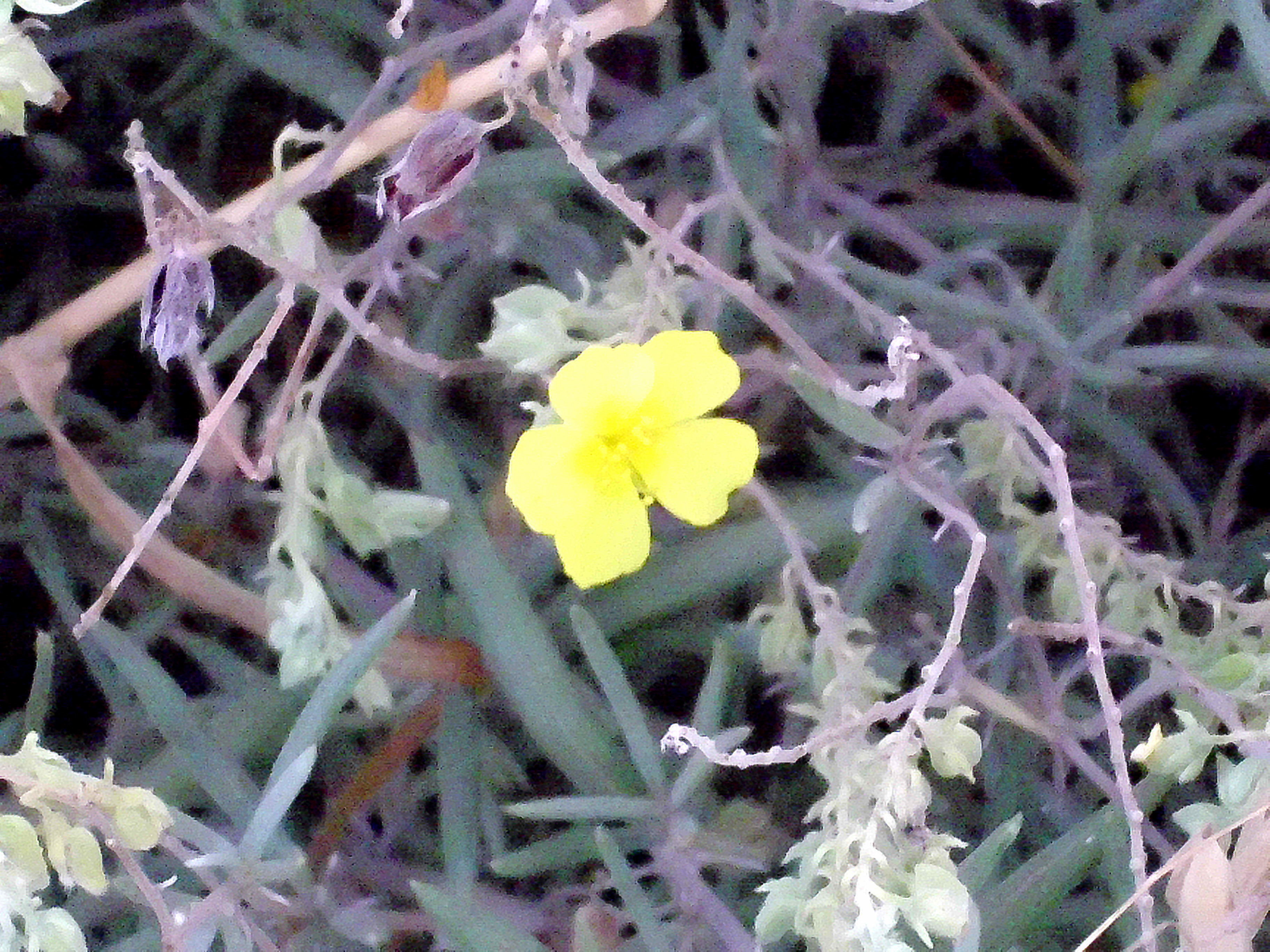
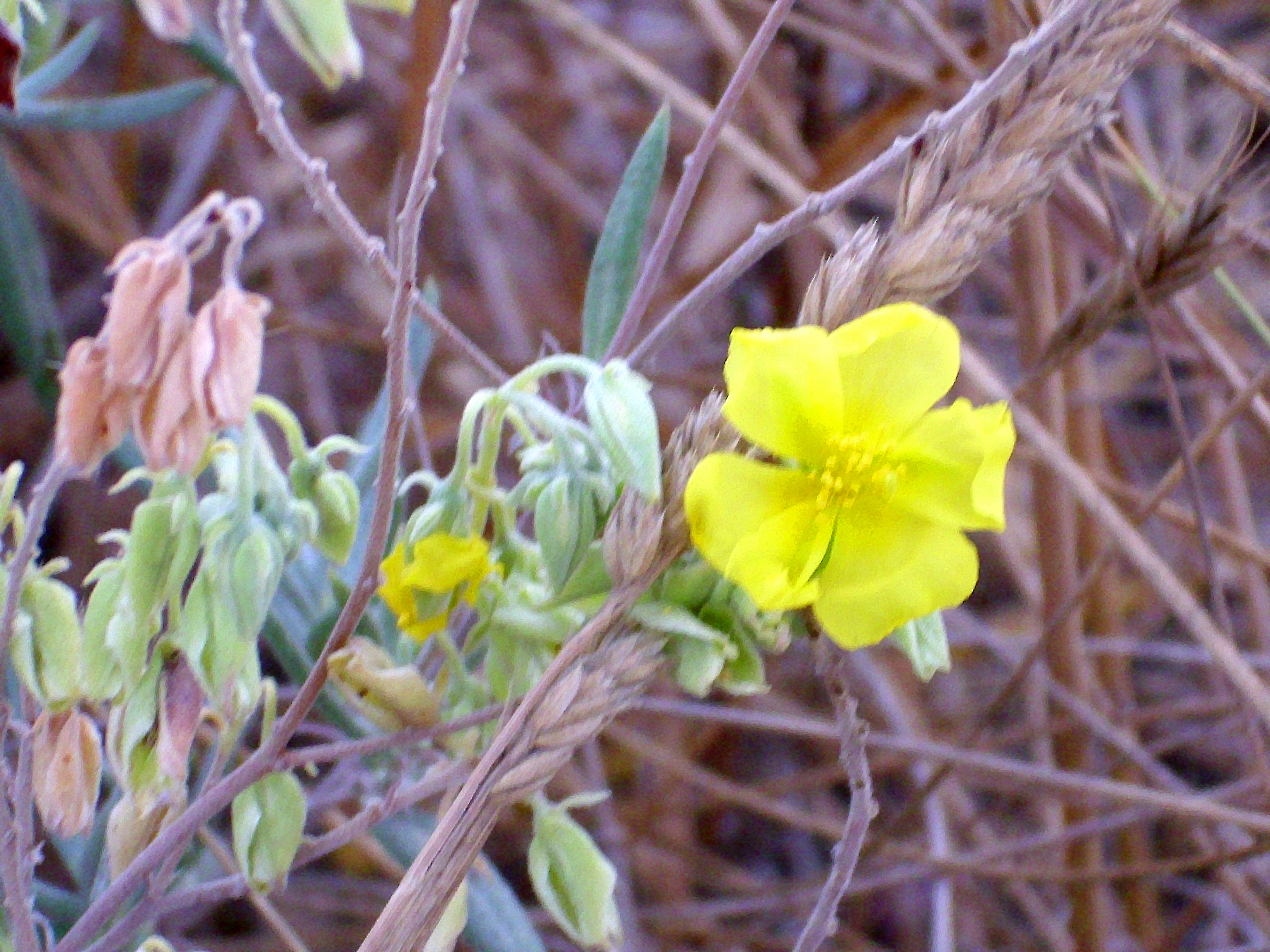
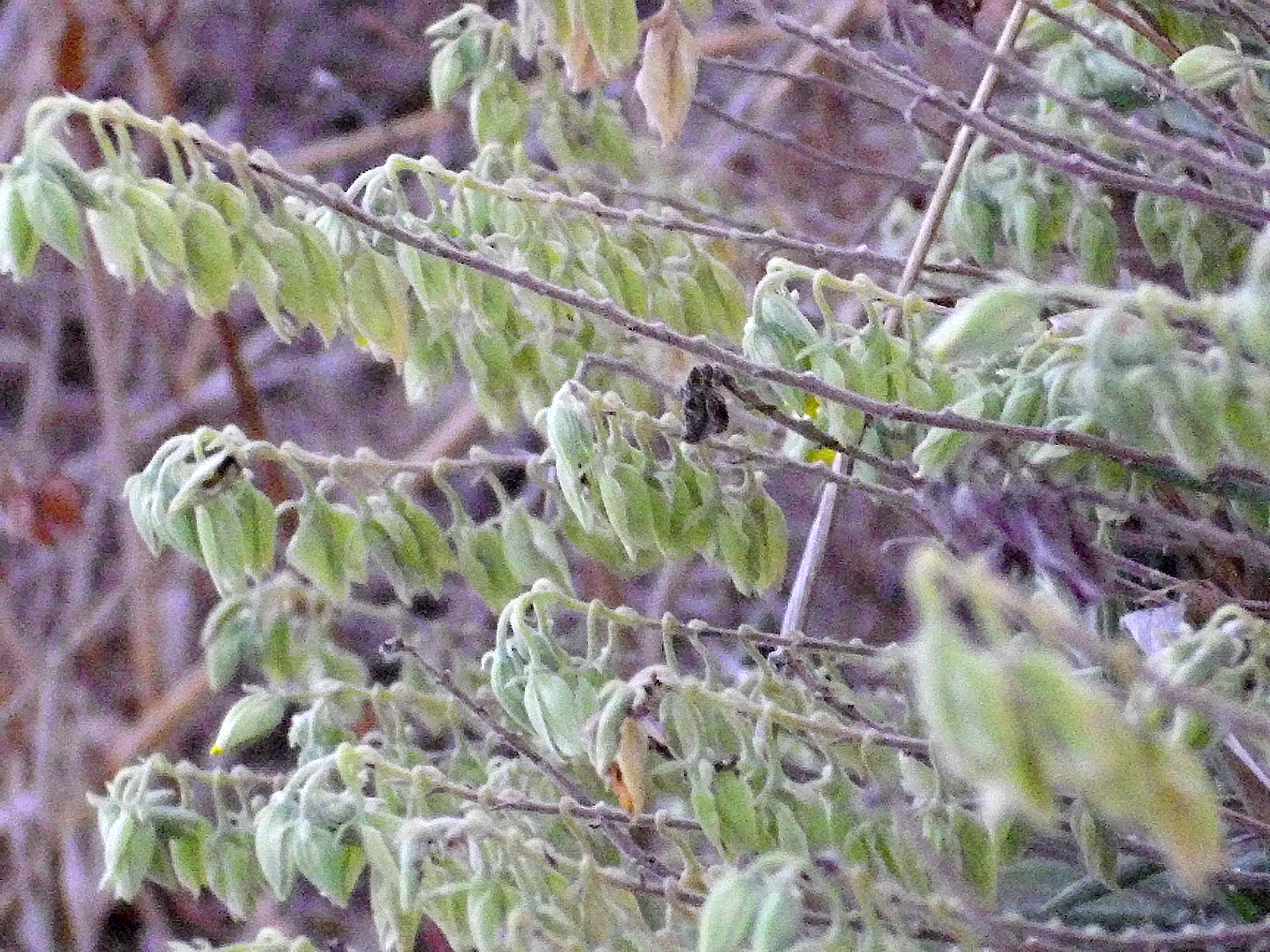
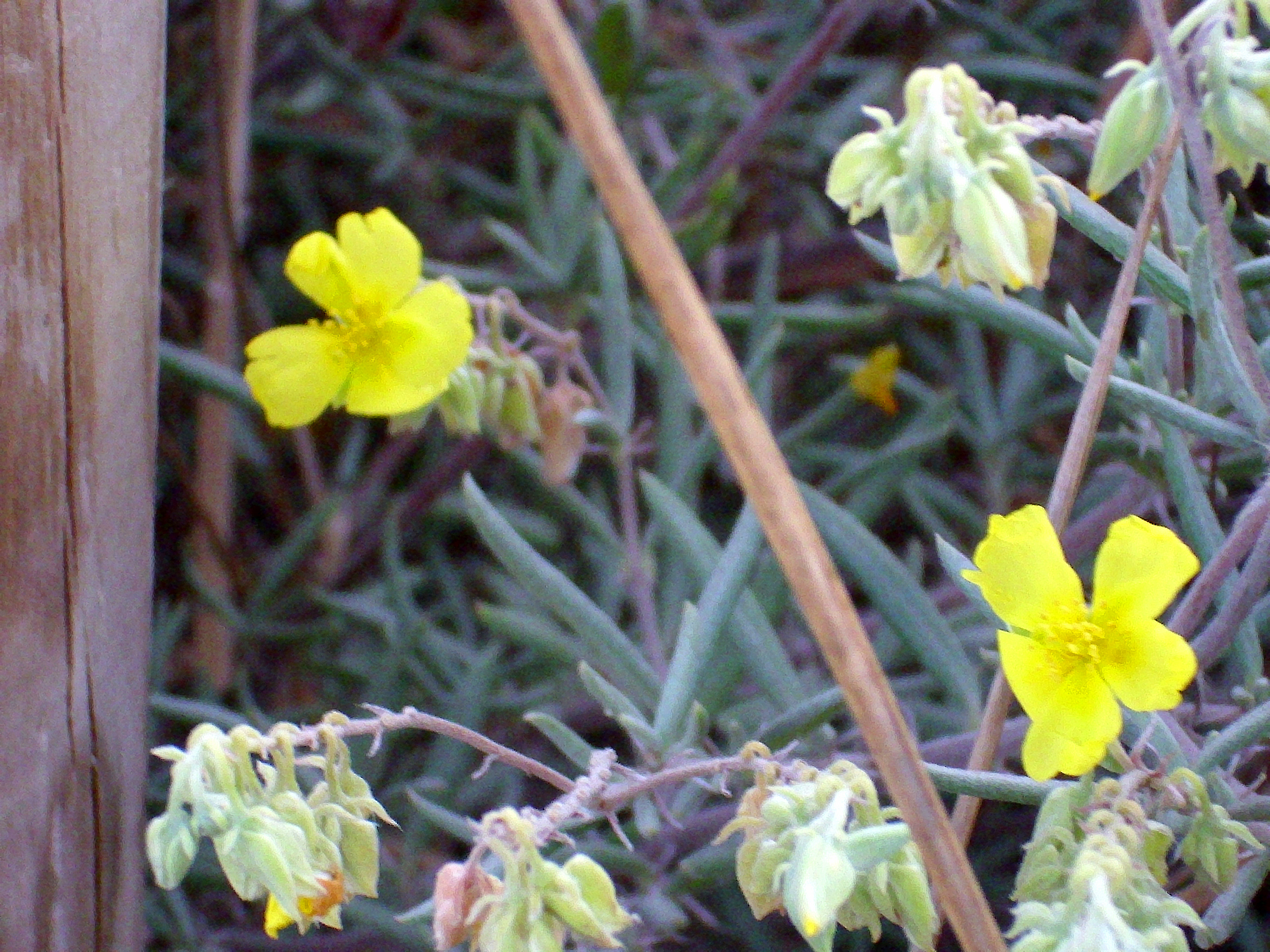